# Lữ đoàn Cơ giới 2 Úc
Lữ đoàn Cơ giới 2 được quân đội Úc hình thành trong thế chiến thứ hai. Tháng 3 năm 1942, từ Lữ đoàn Kỵ binh 2 Úc chuyển thành lữ đoàn cơ giới 2, lữ đoàn mới thành lập này chuyển tới biên chế Sư đoàn Cơ giới 1 Úc. Các đơn vị trong lữ đoàn đa phần không tham gia một trận đánh nào và bị giải tán tại Gherang, Victoria vào tháng 1 năm 1943.

## Biên chế
Trung đoàn Cơ giới 1
Trung đoàn Cơ giới 12
Trung đoàn Cơ giới 24
Trung đoàn Cơ giới 16
Trung đoàn Cơ giới 6
Trung đoàn Cơ giới 7
Trung đoàn Cơ giới 15
Trung đoàn Cơ giới 17
Trung đoàn Cơ giới 20
Đơn vị Kỹ sư Hoàng gia Úc 1